# Tatort: Die Rechnung wird nachgereicht
Die Rechnung wird nachgereicht ist ein Fernsehfilm aus der Fernseh-Kriminalreihe Tatort der ARD. Der Film wurde vom HR produziert und am 19. Januar 1975 zum ersten Mal gesendet. Es ist die 47. Folge der Tatort-Reihe und der fünfte Fall für Kommissar Konrad (Klaus Höhne), der von seinem Assistenten Rolf unterstützt wird. Konrad und Rolf ermitteln in einem acht Jahre zurückliegenden Geldraub, bei dem die Beute damals nicht gefunden worden war. Es ist eine der wenigen Tatort-Episoden ohne Leichen.

## Handlung
Der Gangster Felix Wuntsch, der vor acht Jahren gemeinsam mit seinem Komplizen Fritzsche einen erfolgreichen Geldraub mit 1,2 Millionen D-Mark Beute durchführte, wurde kurz nach der Tat verhaftet und sitzt seither seine Haftstrafe ab. Sein Komplize Fritsche wurde damals erschossen, die Beute blieb verschwunden. Wuntsch hat sein Leben in der Haft zum Positiven verändert, er malt und hält sich einen Hamster, hat allerdings nach seiner Krebsdiagnose nur noch wenige Wochen zu leben. Wuntsch könnte aufgrund seines Gesundheitszustands ein Gnadengesuch einreichen, das gute Erfolgsaussichten hätte, zieht es aber vor, seine verbleibende Lebenszeit in der Zelle zu verbringen und zu malen. Kommissar Konrad, der den Raub damals bearbeitet hatte, spricht mit dem Gefängnisdirektor, er hofft, dass Wuntsch ihn doch noch zur Beute führt. Konrad setzt den Kleingangster Schuckert auf Wuntsch an, er soll gegen 5 % Provision von der Versicherung Wuntsch das Versteck des Geldes entlocken. Konrad versucht auch noch einmal, direkt von Wuntsch das Versteck zu erfahren, doch dieser gibt sich ahnungslos, das Geld habe sein Komplize versteckt, ohne ihm das Versteck zu nennen. Kommissar Trimmel in Hamburg hat unterdessen die Ex-Frau von Wuntsch überprüft, die mittlerweile in der Hansestadt lebt. Er hält es für ausgeschlossen, dass sie das Geld aus dem Überfall hat.
Wuntsch steckt seinem Mithäftling Theo Klein, der nie scharf auf sein Geld war und bald entlassen wird, einen Zettel mit Adressen zu, die dieser auswendig lernen soll. Im Gegenzug verspricht er ihm einen Anteil an der Beute. Widerwillig macht Klein mit. Währenddessen führt Wuntsch seinen Zellengenossen Schuckert in die Irre, weil er ahnt, dass dieser ihn aushorchen soll. Konrad ahnt, dass Wuntsch ihn auf die falsche Fährte zu locken versucht, lässt seinen Assistenten aber trotzdem der Spur nachgehen. Unterdessen muss der soeben entlassene Klein feststellen, dass an der Stelle, die Wuntsch ihm als Versteck des Geldes genannt hat, inzwischen ein Wochenendhäuschen errichtet wurde. Bei einem weiteren Besuch Konrads bei Wuntsch deutet dieser an, dass er die Polizei reingelegt hat. Konrad schlägt ihm vor, dass seine Tochter die Prämie der Versicherung erhielte, wenn Wuntsch das Versteck des Geldes offenbaren würde. Doch Wuntsch lässt sich nicht darauf ein und gibt sich ahnungslos. Klein gibt sich als Kaufinteressent des Wochenendhäuschens aus, um Informationen über den Eigentümer und den Bauherrn zu erhalten. Dabei erfährt er, dass der Bauunternehmer Nicklisch die Häuser errichtet hat, er stand kurz vor der Pleite und ist nach der Errichtung der Wochenendhäuser schnell zu Geld gekommen. Jörg, der in der Gefängniswäscherei tätig ist, erhält von einem der Gefangenen den Tipp, dass Elke Wuntsch wüsste, wo das Geld ist. Er geht zum Gangster Grassitsch und macht mit diesem einen Deal, dass er das Geld eintreiben werde. Fortan wird Elke von Gangstern beschattet und schließlich entführt.
Klein sucht unterdessen Nicklisch auf, wird von diesem aber rabiat fortgeschickt, ohne sein Anliegen vortragen zu können. Er ruft Nicklisch anonym an und fordert das Geld „zurück“, durch das Nicklisch damals plötzlich reich wurde. Nicklisch lässt sich auf ein Treffen ein. Elke, die mittlerweile freigelassen wurde, sucht ihren Vater auf und erklärt ihm, dass er Jörg aus der Gefängniswäscherei dringend sagen müsse, wo das Geld sei, da die Gangster sie sonst umbringen würden. Er rät ihr, ein paar Tage wegzufahren. Klein sucht Nicklisch auf und fordert die 1,2 Millionen von ihm, Nicklisch bietet ihm 100.000 DM, Klein willigt ein. Als Klein gegangen ist, redet Nicklisch mit seinem Sohn Hans über den Fall. Dieser fragt seinen Vater, warum dieser bereit sei, Geld zu zahlen, dass dieser doch gar nicht habe. Nicklisch erklärt seinem Sohn, dass er wisse, dass Klein über Geld aus einem Überfall von vor acht Jahren spreche und dass er sich jetzt das Geld holen könne, das er noch gar nicht gefunden habe. Nicklisch war auf andere Weise zu seinem Reichtum gekommen. Konrads Assistent Rolf sucht Wuntsch in dessen Zelle auf. Wuntsch fordert Polizeischutz für seine Tochter. Weiterhin gibt er das Versteck der Beute nicht preis, verrät der Polizei aber den Aufenthaltsort seiner Tochter. Nicklisch kauft das noch freie Wochenendhaus zurück, um an das Geld zu kommen. Elke erhält unterdessen Polizeischutz. Sie kann Grassitsch als einen der Gangster identifizieren, der sie bedroht hat. Sie erzählt der Polizei, dass der Mann, der das Versteck des Geldes erfahren sollte, Jörg hieß. Der Name Theo sage ihr auch etwas, die Gangster äußerten in ihrem Beisein, dass Theo „sich wundern“ werde.
Grassitsch taucht unterdessen mit einem Handlanger ebenfalls beim Ferienhaus auf. Unabhängig davon beobachtet Klein vor Ort Nicklisch und dessen Sohn, wie diese dort auftauchen, um nach dem Geld zu suchen. Da die beiden allerdings das Häuschen nicht öffnen können, gehen sie wieder, um sich den Schlüssel zu besorgen. Danach betritt Theo die Hütte. Er hatte sich als Kaufinteressent ausgegeben und daher den Schlüssel erhalten. Theo wird von Grassitsch und seinen Leuten dabei beobachtet. Als Theo nach kurzer Zeit wieder aus dem Häuschen herauskommt, wird er von Grassitsch und seinen Männern verfolgt, kann diese jedoch abschütteln. Konrad sucht mit seinem Assistenten Rolf Theos Lebensgefährtin Elli auf. Elli sagt aus, dass bereits ein anderer Mann sich nach Theo erkundigt hätte, Theo hätte aus Angst nicht bei ihr übernachtet. Sie erzählt Konrad weiterhin, dass Theo 4.000 DM von ihr leihen wollte und ihr die zehnfache Summe dafür versprochen habe. Konrad gibt eine Fahndung nach Theo und Grassitsch heraus. Unterdessen verschaffen sich Nicklisch und sein Sohn Zutritt zum Haus, indem sie die Tür aufbrechen. Grassitsch und seine Leute beobachten das Häuschen, zu dem auch Theo zurückkehrt. Während Nicklisch und sein Sohn drinnen übernachten, behalten sowohl Theo als auch Grassitsch das Haus im Auge.
Der Nachbar entdeckt am nächsten Morgen das Fahndungsfoto von Theo in der Zeitung und erinnert sich, dass dieser sich bei ihm über das Nachbarhaus erkundigt hatte. Er geht zur Polizei und berichtet Konrad über seine Beobachtung. Konrad erfährt dabei auch, dass für das Wochenendhäuschen 4.000 DM Anzahlung genügen, die Summe, die Theo von Elli leihen wollte. Währenddessen graben die Nicklischs im Haus nach dem Geld, als sie Theo vor dem Häuschen bemerken. Theo tritt ein und bedroht die beiden mit einer Waffe, er kündigt an, in der Nähe zu bleiben. Hans wird nervös, aber sein Vater befiehlt ihm, weiterzumachen. Konrad und Rolf erreichen die Wochenendsiedlung und ordern Verstärkung. Grassitsch und seine Leute nähern sich unterdessen dem Haus, da sie glauben Nicklisch und sein Sohn hätten das Geld gefunden. Sie überfallen die Nicklischs, als diese mit einem Koffer herauskommen. In dem Koffer befindet sich allerdings lediglich Werkzeug. In diesem Moment kommen Konrad und weitere Beamte hinzu und nehmen Grassitsch und seine Handlanger fest. Konrad zeigt den Nicklischs ein Foto von Theo Klein. Doch diese geben vor, ihn noch nie gesehen zu haben. Konrad vermutet, dass sich das Geld nicht mehr im Haus befindet, sondern dass es schon jemand hat. Nachdem die Beamten das Haus verlassen haben, nähert sich Theo dem Haus. Er hat beobachtet, wie die Nicklischs das Geld im Schutthaufen versteckt hatten und gräbt es dort aus. Konrad und Rolf, die sich in der Nähe des Hauses versteckt gehalten hatten, stellen Theo Klein, nachdem dieser gerade einen Teil des Geldes ausgegraben hatte. Klein beteuert, das Geld nicht für sich genommen zu haben.
In diesem Moment kommen die Nicklischs zurück, Konrad versteckt sich mit Klein im Gebüsch. Die Nicklischs beginnen hastig, das Geld auszugraben, da sie sich nun am Ziel wähnen. Als sie das Geld in einen Sack verstauen, kommt Konrad heraus und beschlagnahmt das Geld. Nicklisch versucht, sich herauszureden, doch Konrad nimmt auch ihn und seinen Sohn mit aufs Revier. Konrad sinniert am nächsten Tag darüber, dass Theo Klein, der von Felix Wuntsch überredet wurde, wieder ins Gefängnis geht, während dies bei den Nicklischs nicht sicher sei. Er fährt noch einmal zu Wuntsch ins Gefängnis. Diesem geht es wieder etwas besser. Konrad fragt Wuntsch, warum er ihm das Versteck nicht verraten hat. Dieser antwortet, er habe die Sache zu Ende bringen wollen. Das sei nicht gegen Konrad persönlich gerichtet. Die beiden verabschieden sich. Ob sie sich noch einmal wiedersehen werden, ist ungewiss, da Felix wohl bald sterben wird.

## Einschaltquoten und Besonderheiten
Diese Folge erreichte bei ihrer Erstausstrahlung einen Marktanteil von 52,00 %.
Karl-Heinz von Hassel spielt eine Nebenrolle als Gefängnisarzt, zehn Jahre vor seinem Debüt als Kommissar Brinkmann.

## Kritik
Die Kritiker der Fernsehzeitschrift TV-Spielfilm beurteilen diesen Tatort gemischt. „Leider fehlt dem Krimi-Oldie […] der Witz.“